# 劉玉 (明朝官員)
劉玉（1463年—？），字咸栗，號執齋，江西萬安縣（今江西省萬安縣）人，明朝政治人物、天文學家。弘治丙辰進士，累官刑部侍郎。大禮議後貶官，卒於家。隆慶初追諡端毅。

## 生平
弘治五年（1492年）壬子科江西乡试第六十二名，弘治九年（1496年）丙辰科会试第二十五名，三甲一百四十名進士，授河南輝縣知縣。升監察御史。
正德初，與劉瑾為敵，被逮捕入獄。劉瑾伏誅，劉玉復官，正德六年（1511年），任河南按察使司僉事。正德九年，遷任福建副使。正德十二年，任大理寺左少卿。正德十四年（1519年），任南京都察院左僉都御史。正德十五年（1520年），累擢南京右僉都御史，提督江防。朱宸濠謀反進攻安慶，劉玉帥部隊援助。
明世宗即位，十六年五月改任都察院左佥都御史协理院事，十一月追论江西平朱宸濠功，升任右副都御史。嘉靖三年（1524年）正月，升任刑部右侍郎，升左侍郎。大禮議時，參與左順門哭諫。嘉靖六年（1527年）九月，因李福達事連坐被革职閑住，卒於家中。隆慶初年，贈刑部尚書，諡端毅。

## 著作
劉玉精於天文、地理，兵律、儀章法制皆有深究。有《疏稿文集》，《執齋集》20卷，《執齋易圖說》1卷。

## 家族
曾祖劉俊英，祖父劉廣衡，父劉喬，湖广左布政使。母欧阳氏，贈孺人；继母孔氏，封孺人。慈侍下。有子劉慤。

## 延伸阅读
[在维基数据编辑]
 在维基文库阅读此作者作品
 《國朝獻徵錄·卷之四十六》，出自焦竑《國朝獻徵錄》
 《明史卷二百〇三》，出自《明史》